# フィルムツーリズム
フィルムツーリズム（film induced tourism）は、映画やテレビ番組などの舞台となったロケ地や、原作の舞台をめぐる旅の形態。「地域が映画やテレビ映像に映し出された結果、旅行者がその地域および魅力的と感じる場所を訪れる」観光現象を指す。一般的な観光とやや異なる点は、観光客は目的地に行く前からすでに抱いている強いイメージがあり、それを確認するための観光という意味合いがある。シネマツーリズム、スクリーンツーリズム、ロケツーリズム、ロケ地観光、ロケ地巡り、メディア誘発型観光、エンタメ観光、Film-induced tourism、Movie induced tourismなどとも称する。アニメーション作品の舞台を巡る旅は「聖地巡礼」などと呼ばれるが、これもフィルムツーリズムの1種である。

## 概要
映画やアニメ、小説などさまざまなコンテンツの舞台を巡る旅や文化・芸術にまつわる土地への旅を「コンテンツツーリズム」と言い、フィルムツーリズムはその1つである。「コンテンツツーリズム」は既に古代から行われ、日本においては歌枕を巡る旅に原初が見られ、日本国外においては著名な文学作品の舞台を巡る旅が存在した。その後、映画の発達によってフィルムツーリズムが生まれ、『ローマの休日』の名場面を巡る旅はローマ観光の定番となった。アメリカ合衆国の作家・歴史家、ダニエル・J・ブーアスティン1962年の著書『The Image: A Guide to Pseudo-events in America』（和訳『幻影の時代―マスコミが製造する事実』）の中で「かの永遠の都（ローマ）でさえ興行的に大当たりをした『ローマの休日』の撮影場所となって有名になっている」と、フィルムツーリズムという言葉がまだ言及されていない頃に『ローマの休日』を最初のフィルムツーリズムの成功例として認めている。同じ1953年に日本で公開された『東京物語』のロケを誘致した広島県尾道市の当時の地元新聞には、尾道の観光効果を期待する記事が見られる。同年の映画『夜明け前』で、同作の脚色・新藤兼人が映画化にあたるエッセイで「ロケ地」という言葉を初めて使ったといわれる。1980年代に大林宣彦監督が故郷・尾道で撮影した『転校生』『時をかける少女』『さびしんぼう』の「尾道三部作」は「ロケ地巡り」という文化を確立させたと評される。当時「映画が観光ブームを引き起こしたのは『二十四の瞳』の小豆島以来でないか」といわれた。2000年代にはフィンランドのヘルシンキに現在あるRavintola Kamomeが映画『かもめ食堂』に利用され北欧ブームの火付け役になる。現在もRavintola Kamomeを訪問し食事をすることは、ヘルシンキ観光の定番になっている。
フィルムツーリズムが成立するためには、旅行者がロケ地を知っていることが大前提となる。『木更津キャッツアイ』のように作品名に地名情報が含まれているので容易に特定できる場合もあれば、作中の登場人物の台詞や、映画監督の発言から明らかになる場合もあり、地域の特徴的な事物が作中で映し出されることで判明する場合もある。中にはロケ地の特定が容易でないものもあり、唯一の判断材料が作品のみである場合、実際にはロケ地ではない場所を「ロケ地」だと誤認するケースもある。
2005年（平成17年）に国土交通省・経済産業省・文化庁がまとめた『映像等コンテンツの制作・活用による地域振興のあり方に関する調査』ではコンテンツツーリズムの成功事例として6つ紹介し、フィルムツーリズムに関する成功例として『北の国から』（富良野市）、『Love Letter』（函館市・小樽市）、『新選組!』（京都市）、『世界の中心で、愛を叫ぶ』（香川県）、『冬のソナタ』（大韓民国）を挙げている。
社団法人日本観光協会でも、フィルムツーリズムを産業観光、エコツーリズム、フラワーツーリズム等とともに「新しい観光」ととらえ、振興を図っている。

## 新作映画・ドラマの誘致活動
ロケ地、原作地が話題を呼び、観光客が押し寄せる現象が見られるところから、映像を地域のPRの手段と捉えて、自分たちの街や地域を映像に収めてもらおうと、ロケ撮影を誘致し、また作品完成・公開後はロケ地を観光資源として広くPRすることによって、観光客の誘致を図ろうとする動きがある。誘致する側としては、特別な予算や資源を必要としない点で、優れた地域活性化の手法である。またロケを誘致することによって生じる、ロケ隊の消費する金額も重要であり、『ラスト サムライ』のロケが行われた姫路市の経済効果は約1億470万円に上った。
ロケ地誘致や、ロケ活動の支援を担う「フィルム・コミッション」（FC）が、地方公共団体・観光協会・商工会議所などを中心として組織されている。このほか、ロケ地マップの作成や、ロケ地をめぐるモデルコースの設定等が行われている。ただし、フィルムツーリズムはうまくいった地域もあるものの、一過性に終わることが多いのも事実である。